# (14448) 1992 VQ
1992 في كيو (ويعرف أيضًا باسم (14448) 1992 في كيو وفق تسمية الكوكب الصغير) (بالإنجليزية: 1992 VQ)‏ هو كويكب ضمن حزام الكويكبات؛ وترتيبه 14448 من حيث الاكتشاف.
اكتُشف هذا الجُرم الفلكي بواسطة هيروشي كانيدا في 2 نوفمبر 1992.

## وصلات خارجية
- (14448) 1992 VQ في قاعدة بيانات مختبر الدفع النفاث لأجرام النظام الشمسي الصغيرة

- الاكتشاف · مخطط المدار ·  العناصر المدارية · المعلمات المادية

- (14448) 1992 VQ على موقع ويكي سكاي: DSS2, SDSS, GALEX, IRAS, Hydrogen α, X-Ray, Astrophoto, Sky Map, Articles and images